# عصفور كبير
عصفور كبير (الاسم العلمي: Passer motitensis) (بالإنجليزية: Great Sparrow)‏ هو نوع من الطيور يتبع جنس العصفور من فصيلة عصافير العالم القديم.